# فررو روشر
فررو راچر نوعی شکلات کروی شکل است توسط یک شرکت ایتالیایی به نام فررو اسپا تولید می‌شود. این نوع شکلات در سال ۱۹۸۲ در اروپا معرفی شد گرچه مدتی کوتاه پس از شروع تولید به علت مشکلات پرینت برچسب‌ها، تولید متوقف شد.این شکلات از یک فندق و یک روکش ویفری تشکیل شده و شکلات فندقی که با شیر شکلات پوشیده شده‌است ساخته شده‌است.

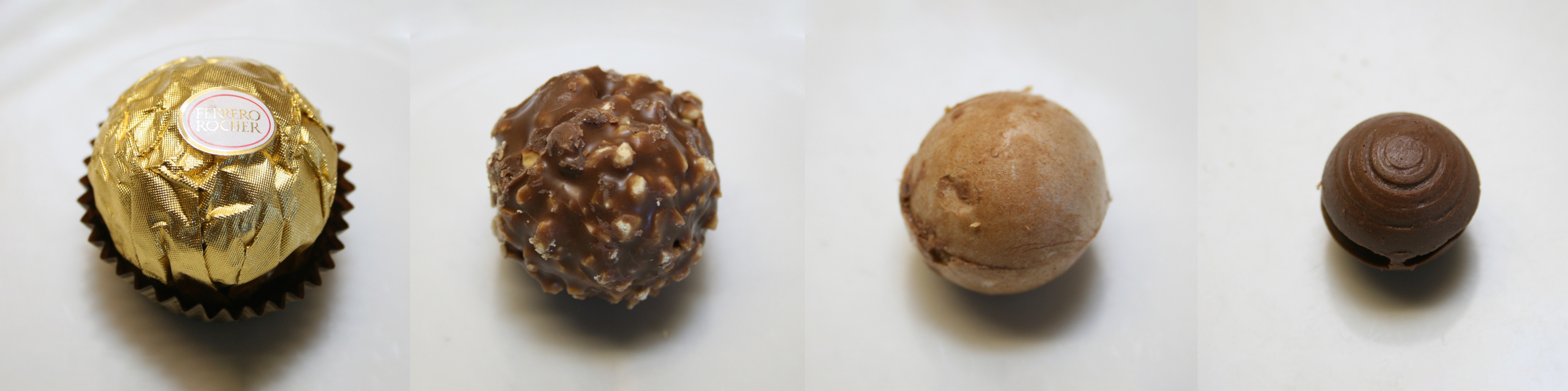
مقایسه لایه‌های فررو روشر